# Armènia bagràtida
El Regne d'Armènia, també conegut com a Armènia bagràtida, fou un estat independent establert per Asoci I el Gran el 885 després de gairebé dos segles de dominació àrab d'Armènia sota el califat omeia i l'abbàssida. Amb les dues potències contemporànies de la regió, els abbàssides i romans d'Orient, massa preocupats per concentrar les seves forces a sotmetre els pobles de la regió i de la dissipació de diverses de les famílies armènies nobles dels nakharark, Asoci va ser capaç d'afirmar-se com la principal figura d'un moviment per expulsar els àrabs d'Armènia.
El prestigi d'Asoci va augmentar quan va ser festejat per tots dos líders romans d'Orient i àrabs desitjosos de mantenir un estat coixí a prop de les seves fronteres. El califat va reconèixer Asoci com a «príncep de prínceps» el 862 i més tard com a rei l'any 884 o 885. L'establiment del regne Bagratuní més tard va conduir a la fundació de diversos principats i regnes armenis: Taron, Baspracània, Kars, Khatxèn i Siunia Sota el regnat d'Asoci III, Aní va esdevenir la capital del regne i va esdevenir un centre econòmic i cultural florent.
La primera meitat del segle xi va veure la decadència i eventual col·lapse del regne. Amb cadena de victòries de l'emperador Basili II en l'annexió de parts del sud-oest d'Armènia, el rei Joan-Simbaci d'Aní es va sentir obligat a cedir les seves terres, i en 1022 va prometre el seu regne als romans d'Orient després de la seva mort. No obstant això, després de la mort de Joan-Simbaci en 1041, el seu successor, Gaguik II, es va negar a lliurar Aní i la resistència va continuar fins a 1045, quan el seu regne, ple d'amenaces internes i externes, finalment va ser pres per les forces romanes d'Orient.

## Història

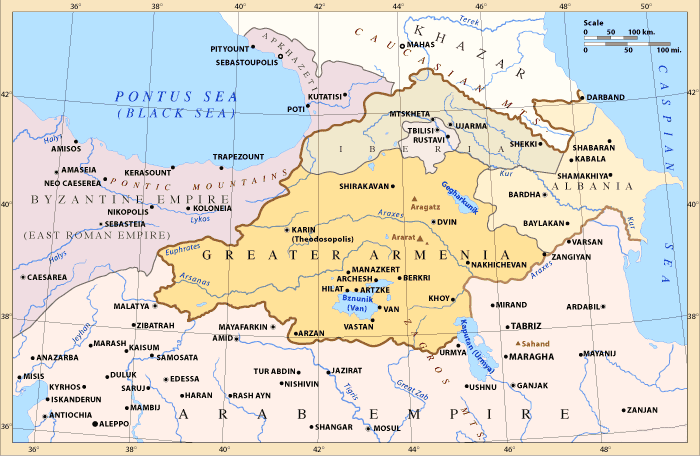
Emirat d'Armènia sota el govern àrab, abans de l'establiment de la dinastia bagràtida

L'afebliment de l'imperi Sassànida al segle vii va portar al sorgiment d'un altre poder regional, els àrabs musulmans. Els omeies havien conquerit grans extensions de territori a l'Orient Pròxim i, girant al nord, va començar a llançar incursions periòdiques sobre el territori d'Armènia l'any 640. Teodor Reixtuní, el curopalata armeni, va signar un tractat de pau amb el califat, tot i que la continuació de la guerra amb els àrabs i romans d'Orient aviat conduïren a una major destrucció arreu d'Armènia. El 661, els líders d'Armènia van acordar presentar sota el domini musulmà, mentre que aquest últim va reconèixer Gregori I Mamiconi de la poderosa família de nakharark Mamiconis com Ishkhan (príncep) d'Armènia. Conegut com "al-Arminiya" amb la seva capital a Dvin, la província va ser dirigida per un ostikan o governador.
No obstant això, el govern omeia a Armènia va créixer en crueltat a principis de la dècada de 700. Les revoltes contra els àrabs s'estengueren al llarg d'Armènia fins al 705, quan sota el pretext de la reunió de negociacions, l'ostikan àrab de Nakhtxivan massacrà gairebé tota la noblesa armènia. Els àrabs van tractar de conciliar amb els armenis, però la percepció dels imposts alts, l'empobriment del país a causa de la manca de comerç regional, i la preferència dels Omeies per la família Bagratuní en comptes dels Mamiconis (altres famílies notables inclouen els Arzerunis, Camsaracans i Reixtuní) ho impedí. Aprofitant la caiguda dels omeies pels abbàssides, fou concebuda una segona rebel·lió encara que també fracassà en part a causa de la tensa relació entre les famílies Bagratuní i Mamiconi. El fracàs de la revolta també originà la desintegració gairebé total de la casa Mamiconi que perdé el control de la major part de la terra (els membres de la casa dels Arzerunis s'escaparen i s'establiren a Baspracània).
Una tercera i última rebel·lió, derivades de queixes similars a les del segon, es va posar en marxa l'any 774, sota el lideratge de Musel IV Mamiconi i amb el suport d'altres nakharark. Els àrabs abbàssida, però, van entrar a Armènia amb un exèrcit de 30.000 homes i decididament aixafar la rebel·lió i els seus instigadors en la batalla de Bagrevand el 24 d'abril de 775, deixant un buit amb l'única família en gran part intacta, els Bagratunís.

### Ascens del bagràtides
La família Bagratuní havia fet tot el possible per millorar les seves relacions amb la califes abbàssides des que prengueren el poder l'any 750. Els abbàssides sempre havien tractat les maniobres de la família amb sospita, però a principis de la dècada de 770 la relació entre tots dos va millorar dràsticament: Els membres de la família Bagratuní aviat fou percebuda com la líder dels armenis de la regió Passada la tercera revolta, en què els Bagratunís havien escollit no participar-hi, i la dispersió de diverses de les cases principesques, la família es va quedar sense grans rivals. No obstant això, les oportunitats immediates per a prendre el control total de la regió es va veure complicada per la immigració àrab a Armènia i el nomenament d'emirs pel califa per governar els districtes administratius de nova creació (emirats). Afortunadament per als armenis, el nombre d'àrabs que residien a Armènia mai va créixer en nombre per formar una majoria ni els emirats foren totalment subordinat al califa. L'historiador George Bournoutian observa, "la fragmentació de l'autoritat àrab proporcionà l'oportunitat perquè el ressorgiment de la família Bagratuní encapçalada per Asoci IV Bagratuní (el menjador de carn).
Asoci va començar a annexar les terres que abans pertanyien als Mamiconis i van fer campanya activament contra els emirs com un senyal de la seva lleialtat al Califat, que en 804 li va atorgar el títol d'ishkhan. A la seva mort en 826, Asoci llegà la seva terra a dos dels seus fills: El major, Bagrat Bagratuní va rebre Taron i Sassun i va heretar el prestigiós títol de ishkhanats ishkhan, o príncep dels prínceps, mentre que el seu germà, Simbaci I el Màrtir, va esdevenir el sparapet de Sper i Taik.
Els germans, però, no van ser capaços de resoldre les seves diferències entre si ni són capaços de formar un front unit contra els musulmans. Una nova rebel·lió armènia contra el domini àrab va esclatar en 850 dirigit per Bagrat i Asoci Artzruni de Baspracània però com rebel·lions anteriors, va fallar: un exèrcit àrab liderat pel general turc Bogha al-Khabir capturà Bagrat, Simbaci i altres prínceps armenis i sufocà brutalment la rebel·lió.

### Establiment del regne

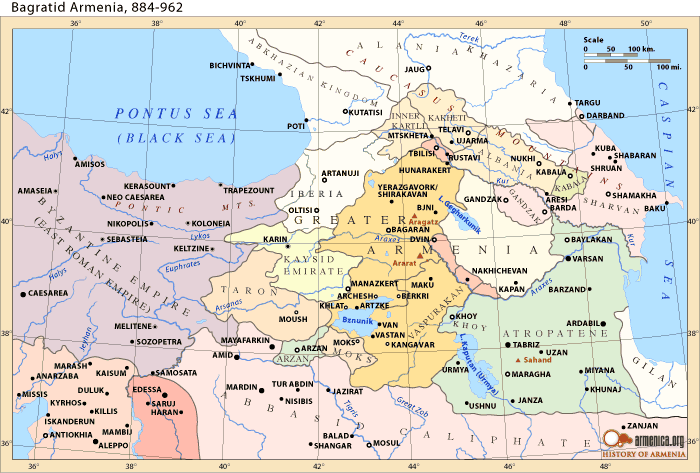
Ascens del Regne d'Armènia sota la dinastia bagràtida

En 867 s'havien invertit fortunes armènies amb l'adhesió de l'emperador romà Basili el Macedoni, a qui les reeixides campanyes militars contra els àrabs debilitaren el Califat Abbàssida a Armènia. En 857, Simbaci VIII Bagratuní havia estat succeït pel seu fill Asoci I el gran, qui li va donar un enfocament mesurat per reconquerir gradualment antics territoris en poder dels àrabs. Va assumir el títol de Príncep de prínceps en 862 i va nomenar al seu germà Abas sparapet, quan van començar a empènyer als àrabs des de la seva base a Taik. Els seus esforços inicials per expulsar l'ostikan d'Armènia fracassà, encara que això no va dissuadir en l'aprofitament de la rivalitat entre àrabs i romans d'Orient.
Al principi, va ser festejada per una Constantinoble desesperada per assegurar el seu flanc oriental per dirigir tota la seva força contra els àrabs, tot i que Asoci declarat la seva lleialtat a l'imperi, els líders romans d'Orient van continuar la seva demanda de molts anys que l'Església armènia fer concessions religioses a l'Església Ortodoxa Oriental. Es convocà un sínode dels líders de l'església armènia i s'envià una missiva carregada de redacció equívoca a Constantinoble va ser capaç de mantenir un acord temporal entre les dues esglésies. En qualsevol cas, les diferències religioses importaven poc als romans d'Orient amb relació a l'amenaça dels àrabs. En 884, el califa Al-Mútamid, en resposta a les demandes dels prínceps armenis i líders religiosos i, més important, els riscos de seguretat si Armènia queia en l'òrbita romana d'Orient, va enviar una corona d'Asoci, reconeixent-lo com a rei. Aquest fet no va passar desapercebut per a Basili, que va enviar igualment una corona a Asoci. Asoci va traslladar el seu tron a la fortalesa de la ciutat de Bagaran i va ser aquí on es va celebrar la cerimònia de la seva coronació en algun moment l'any 884 o 885.
Per tant, Asoci va restaurar la monarquia armènia i va esdevenir el primer rei d'Armènia des de 428. Va obtenir el favor tant dels romans d'Orient i els àrabs, però en última instància, va mostrar lleialtat a Basili i va optar per concloure una aliança amb els romans d'Orient l'any 885. Asoci No va ser l'únic príncep armeni de la regió (altres principats existien en Siunia, Baspracània i Taron) Encara va enviar el ple suport dels altres prínceps que van reconèixer la seva autoritat en el seu esdevenir del rei. En la seva condició de rei, seva autoritat també portar als veïns estats de Geòrgia, Albània del Caucas i diversos dels emirats àrabs. El regnat d'Asoci va ser breu i després de la seva mort en 890, va ser succeït pel seu fill Simbaci I.

### Simbaci I

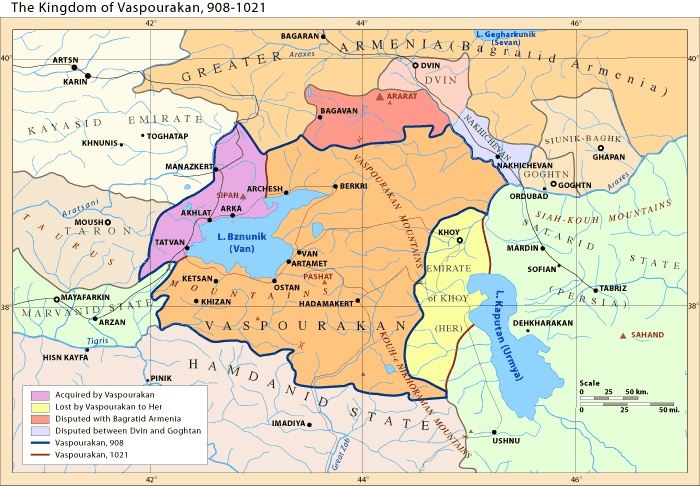
El regne de Baspracània format el 908

Simbaci I fou coronat rei en 892, després d'un breu intent del seu oncle Abas per interrompre la seva successió al tron. Simbaci continuà la política del seu pare mantenint relacions cordials amb Constantinoble, però va romandre conscient dels temors de l'aliança entre armenis i romans d'Orient dels àrabs. Parlant amb l'ostikan Muhàmmad ibn Abi-s-Saj al-Afxín, Simbaci el va convèncer que l'aliança no només seria per al doble benefici de Constantinoble i Armènia, sinó que també treballen pel favor econòmic dels àrabs. Simbaci també va aconseguir una important victòria quan el 21 d'abril de 892 conquerí la ciutat de Dvin als àrabs.
Ben aviat els èxits de Simbaci finalitzaren quan Afxín decidí que no podia tolerar una Armènia poderosa tan a prop dels seus dominis. Tornar a prendre Dvin i aconseguí capturar a Simbaci com a ostatge fins que fou allibertat a canvi de fill i nebot de Simbaci. Les guerres contra Armènia continuar fins i tot després de la mort d'Afxín l'any 901, quan el seu germà Yússuf ibn Abi-s-Saj es convertí ostikan d'Armènia. Encara que el regnat de Yússuf no estava immediatament hostil, Simbaci va cometre una sèrie d'errors que feren que diversos dels seus aliats li donessin l'esquena després d'haver intentat aplacar al seu aliat oriental, Simbaci de Siunia, al cedir davant seu la ciutat de Naxçıvan, Simbaci inadvertidament conduí Gaguik Arzeruni de Baspracània als braços de Yússuf des de la ciutat formava part dels dominis de Gaguik. Yússuf aprofità la disputa mitjançant la concessió d'una corona a Gaguik de 908, conegut com a Gaguik I de Baspracània i la creació d'un estat armeni oposat al liderat per Simbaci.
A mesura que Yússuf inicià una nova campanya contra Simbaci juntament amb Gaguik el 909, ni els romans d'Orient ni el califat enviaren ajuda a Simbaci, diversos prínceps armenis també van decidir suspendre el seu suport. Els que s'aliaren amb Simbaci foren anorreats pel poderós exèrcit de Yússuf: Muixel el fill de Simbaci, el seu nebot Simbaci Bagratuní i Grigor II de Siunia occidental foren enverinats L'exèrcit de Yússuf va assolar la resta d'Armènia a mesura que avançava cap a la Fortalesa Blava, on Simbaci s'havia refugiat, i l'assetjà durant un temps. Simbaci finalment decidí lliurar-se a Yússuf l'any 914 amb l'esperança de posar fi a l'envestida àrab, Yússuf, però, no mostrà clemència cap al seu presoner a qui torturà fins a matar-lo i exhibí el seu cos en una creu al centre de Dvin

### Ressorgiment sota Asoci Yerkat
La invasió d'Armènia de Yússuf havia deixat el regne en ruïnes i aquest fet ressonà entre els prínceps armenis que s'horroritzaren en presenciar la brutalitat de l'ostikan àrab. Gaguik I estava especialment commogut i aviat es va desautoritzar la seva lleialtat a Yússuf i va començar a fer campanya en contra seu. Amb Yússuf distret per la resistència oposada pel seu antic aliat, el fill de Simbaci Asoci II va considerar adequat assumir el tron del seu pare. Asoci immediatament va començar a expulsar els musulmans dels seus dominis. També arribà suport a Asoci des de l'oest: L'emperadriu romana Zoè Carbonopsina havia vist la invasió àrab d'Armènia es desenvolupen amb consternació i pel que va ordenar el patriarca Nicolau el Místic en escriure una carta oficial al catolicós d'Armènia per formar una nova aliança amb Armènia. El catolicós respongué de manera amistosa i l'any 914, Asoci acceptà una invitació de Zoe per visitar Constantinoble. Allà, Asoci va ser ben rebut, i fou armada una força romana d'Orient per ajudar Armènia en la derrota dels àrabs. La força, acompanyant Asoci i dirigida pel nacional Lleó Focas, es va mudar l'any següent i es va dirigir a l'Alt Eufrates, entrant a Taron amb escassa oposició dels àrabs.
Mentrestant, els esforços de Yússuf per aixafar Gaguik havien fracassat miserablement, i Yússuf centrà la seva atenció en Asoci tractant d'afeblir la seva posició mitjançant la coronació del cosí d'Asoci, Asoci Shapuhyan, rei d'Armènia. Asoci Shapuhyan i dels exèrcits de Yússuf, però, van ser incapaços de detenir l'avanç romà d'Orient, que no va arribar a capturar Dvin per l'arribada de l'hivern. No obstant això, la força havia tornat Asoci a una posició de poder a Armènia i va aconseguir infligir nombroses baixes contra els àrabs.
Això afeblí a Asoci, l'anti-rei, en la lluita contra pel control de Dvin i la guerra civil feu estralls entre 918 i 920, quan el pretendent finalment reconegué la seva derrota. A Armènia també hi hagué altres nombroses rebel·lions, però Asoci va ser capaç de sufocar-les. En 919, Yússuf havia instigat una rebel·lió fallida contra el califa i va ser reemplaçat per un ostikan més ben disposat, Subuk. Subuk reconegué a Asoci com a governant legítim d'Armènia i li va atorgar el títol de xahanxà, o "rei dels reis".
Irònicament, els romans d'Orient es disgustaren per les estretes relacions d'Asoci amb els àrabs i enviaren una nova força sota el lideratge de Joan Curcues per pertorbar la posició d'Asoci com a rei i donar suport als rebels. El 928, Curcues arribà a Dvin en un intent fallit de capturar una ciutat que va ser defensada tant pels àrabs com per Asoci. El 923, el califa, davant problemes a casa, envià a Yússuf, que viatjà a Armènia per assolar Armènia i especialment Gaguik I. Començà a exigir tributs als governants armenis, però va topar amb una resistència considerable d'Asoci II. una vegada i una altra, Asoci va ser capaç de vèncer i derrotar els exèrcits àrabs enviats contra ell durant diversos anys. Finalment, l'any 929, Yússuf va morir i s'inicià una lluita pel poder immens entre el seu rival i les famílies iranianes i kurdes a l'Azerbaidjan, el que reduí l'amenaça àrab a Armènia. L'emperador romà d'Orient Romà Lecapè també va dirigir la seva atenció des de l'est per lluitar contra els àrabs a Síria. Els esforços d'Asoci per preservar i defensar el regne li valgueren l'epítet de "Yerkat" o ferro, Morí el 929 i va ser succeït pel seu germà, Abas I.

### Estabilitat durant Abas
El regnat d'Abas I es va caracteritzar per un inusual període d'estabilitat i prosperitat que Armènia no havia gaudit durant dècades. La seva capital es basà en la fortalesa de Kars i Abas aconseguí nombrosos èxits tant en els fronts nacionals com en els estrangers. El mateix any en què va començar a regnar, Abas va viatjar a Dvin, on va ser capaç de convèncer el governador àrab perquè alliberés diversos ostatges armenis i lliurés el control del palau pontifici de nou a Armènia. El conflicte entre els àrabs eren mínims també, amb l'excepció d'una desfeta militar Abas soferta a prop de la ciutat de Vagharshapat. Tanmateix, era molt menys conciliador amb els romans d'Orient, que havien demostrat en repetides ocasions la seva falta de fiabilitat com aliats, atacant i annexionant territoris armenis. Afortunadament per a ell, Romà I Lecapè estava més centrat en la lluita contra els hamdànides àrabs, deixant Abas virtualment lliure per dur a terme les seves polítiques sense ingerències estrangeres.
Una altra amenaça estrangera que Abas fermament enfronta una invasió pel rei Ber d'Abkhàzia en 943: una nova església s'havia completat en Kars sota les ordres d'Abas i abans de la seva consagració, Ber havia aparegut amb un exèrcit al llarg del riu Araxes, exigint que la nova església es consagrés sota el ritu de Calcedònia. Abas es va negar a fer concessions i emboscà les forces de Ber en un assalt durant la matinada. Després de diverses escaramusses més, Ber fou finalment capturat pels homes d'Abas. Abas dugué al rei a la seva nova església i li van dir que mai la tornaria a veure de nou, el va encegar i l'envià de tornada a Abkhàzia. Abas va morir en 953, deixant el seu regne als seus dos fills, Asoci III i Muixel.

### Edat daurada d'Armènia

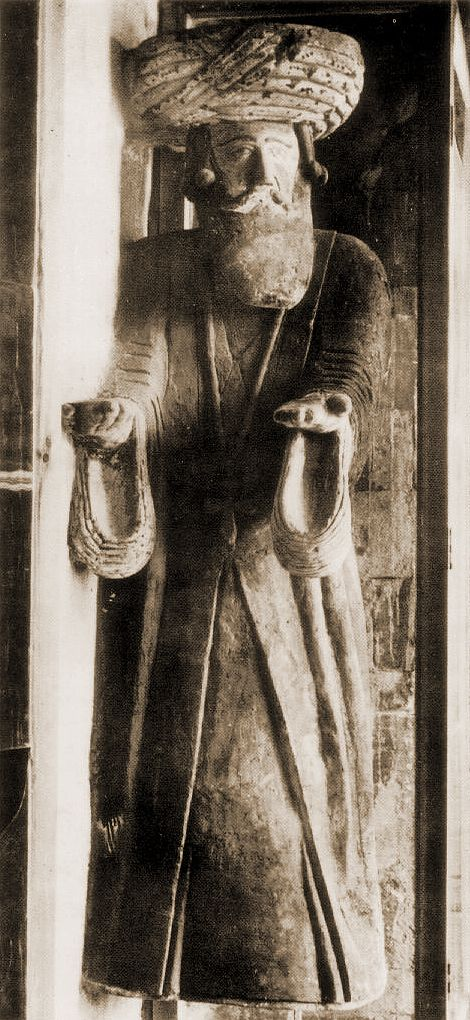
Estàtua del rei Gaguik I

La investidura oficial d'Asoci III com a rei d'Armènia ocorregué l'any 961, després del trasllat de la Santa Seu de Baspracània a Argina, prop de la ciutat d'Aní. Van assistir diversos contingents de les forces armades d'Armènia, 40 bisbes, el rei d'Albània del Caucas, així com el catolicós a Anania Mokatsi que va coronar al rei amb el títol de shahanshah.
Aquell mateix any, Asoci també havia traslladat la capital del Kars a Aní. Els reis bagràtides mai havien triat una ciutat per instal·lar-s'hi, alternant entre Bagaran, Shirakavan i Kars, Kars mai ho van fer arribar a un estat en el que podria convertir-se en una capital i Dvin fou descartada per complet, donada la seva proximitat als emirats hostil. Les defenses naturals d'Aní s'adapten bé el desig d'Asoci per assegurar una àrea que podria suportar setge i queia en la ruta comercial que passava de Dvin a Trebisonda.
A causa d'aquesta ruta comercial, la ciutat va començar a créixer ràpidament i va esdevenir el centre polític, cultural i econòmic dels bagràtides d'Armènia. Els comerciants i la població de la ciutat hi establiren botigues, mercats, tallers i hostatgeries, mentre que l'elit nakharar va passar a patrocinar la construcció de magnífiques mansions i palaus. La construcció també es va complementar amb la mateixa filantropia del rei Asoci, incloent la construcció de les famoses muralles "Asociashen" que es van aixecar al voltant d'Aní, monestirs, hospitals, escoles i asils (la seva esposa Khosrovanuysh també fundà els complexos monàstics en Sanahín el 966 i Hakhpat l'any 976). El patrocini de la construcció de tots aquests edificis d'Asoci li va valer el sobrenom de "Voghormats", o "el Misericordiós".
Asoci també va tenir un gran èxit en els afers exteriors. Quan un exèrcit romà d'Orient dirigit per l'emperador Joan I Tsimiscés envaí Taron l'any 973, suposadament per a venjar la mort del seu domèstic mort a mans dels àrabs a Mossul, Asoci va mobilitzar un exèrcit de 80.000 homes per reunir-se i forçar la seva retirada.
L'any següent, forjà una aliança amb Tsimiscés i va enviar 10.000 tropes armènies de campanya amb l'emperador contra els emirats musulmans a Alep i Mossul. Asoci també havia intentat, sense èxit, capturar Dvin a l'emir xaddàdida el 953, assetjant-la llargament, però es veié obligat a aixecar després trobar la ciutat ben defensada.
El regne d'Armènia s'anomenà Regne d'Aní des del 961, quan Aní passà a ser la seva capital, fins a la seva incorporació a l'Imperi Romà d'Orient el 1045. El nom li fou donat per distingir-lo del regne de Kars, que en el repartiment entre els dos fills d'Abas I d'Armènia, va quedar per Muixel I el 961 (o 962) mentre Asoci III el Misericordiós (953-977) va governar la regió d'Aní o Shirak.

### Subregnes
Un nou fenomen que es va iniciar sota el regnat d'Asoci III, i va continuar amb els seus successors, va ser la creació de sub-regnes a l'Armènia bagràtida. Asoci III havia enviat al seu germà Muixel com a governador de Kars (Vanand) i li havia permès usar el títol de rei. El districte administratiu de Dzoraget prop del llac Sevan fou donat al fill d'Asoci, Kiurike, el progenitor de la línia kyurikida, l'any 966, que més tard va prendre el títol de rei. La proliferació de tants regnes treballà en benefici d'Armènia, sempre que el rei d'Aní es va mantenir fort i va mantenir la seva hegemonia sobre els altres reis. En cas contrari, els reis, així els seus respectius bisbes que reclamaven el càrrec de catolicós i formular les seves pròpies doctrines, començarien a posar a prova els límits de la seva autonomia.

### Progrés durant Simbaci i Gaguik
Aquesta era pròspera que vivia Armènia continuà sense aturador sota el regnat del fill i successor d'Asoci, Simbaci II. Aní havia crescut tant en el moment de l'adhesió de Simbaci en 977, que es va rebre l'ordre del nou rei de construir un segon conjunt de muralles, conegut com les muralles Simbaciashen.

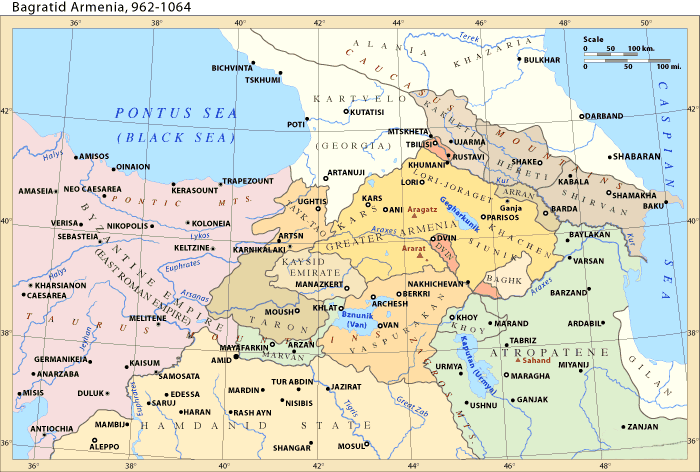
Armènia Bagràtida i estats veïns d'Armènia: Baspracània, Taron, Siunia-Baghk, Khatxèn, etc.

### Declivi i invasió romana d'Orient
Els romans d'Orient s'aproparen lentament cap a l'est cap a Armènia en l'última dècada del segle x. Nombroses victòries de l'emperador Basili II contra els àrabs i les lluites internes àrabs van ajudar a aclarir el camí cap al Caucas. La política oficial de Constantinoble va ser que cap governant cristià era igual o independent de l'emperador romà d'Orient, i encara que fos emmascarat amb compromisos diplomàtics, l'objectiu final de l'imperi era l'annexió completa dels regnes armenis.
A mitjan al segle x, l'Imperi Romà d'Orient estava al llarg de tota la longitud de la frontera occidental d'Armènia. Taron va ser la primera regió armènia annexada a l'Imperi Romà d'Orient. En cert sentit, els romans d'Orient considerava els prínceps bagràtides de Taron com els seus vassalls, perquè havien acceptat sistemàticament títols, com el d'estrateg, i estipendis de Constantinoble. Amb la mort d'Asoci Bagratuní de Taron, en 967 (no confondre amb Asoci III) els seus fills no van ser capaços de suportar la pressió de l'imperi, que va annexar al seu principat.
Això va ser seguit per l'annexió de les terres governades pel curopalata David de Taik a qui havia deixat en 979 territoris. En tres campanyes de 1001, 1014 i 1021 /1022, Karin, Mantziciert, així com el mateix principat hereditari de David de Taik van ser annexades a l'Imperi Romà d'Orient com el tema d'Ibèria amb Karin (anomenat Teodosiòpolis d'Armènia pels romans d'Orient) com la seva capital. Aquest ampli arc de terres comprenia les regions frontereres occidentals d'Armènia i corbada cap a l'est profund en l'altiplà central d'arribar tan lluny com Mantziciert nord del llac Van.
El regne dels Arzerunis de Baspracània tard es va annexar també. El 1003, l'últim governant del regne, Senaquirim-Joan, fillastre del rei Gaguik I d'Armènia, havia deixat de banda els seus nebots per esdevenir l'únic rei de Baspracània. El seu govern es va fer encara més precària en la dècada del 1010, amb les incursions de saqueig de diversos grups turcmans. En 1016, Senaquirim-Joan va oferir Basili II les terres de Baspracània, incloent 72 fortaleses i 3.000-4.000 pobles, a canvi d'un vast domini cap a l'oest al territori romà d'Orient, centrat a la ciutat de Sebaste a la qual es va traslladar a 1021 juntament amb seva família i 14.000 refugiats.
Basili II havia per la seva banda ja havia enviat un exèrcit dels Balcans cap a Baspracània (que també es diu Basprakania, Asprakania, o Mèdia), fins i tot abans de l'oferta de Senaquirim-Joan i el reduïa a un altre tema romà d'Orient amb Van com a capital regional. Amb la caiguda del regne Arzeruni el poder romà d'Orient s'establí fermament a les terres altes d'Armènia, amb només el bagràtides i Siunia i Baghk regnes restants independent.

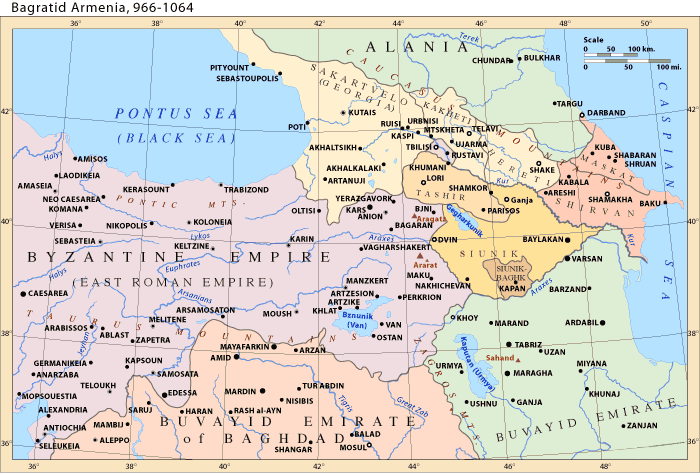
Armenia bagràtida annexada a l'Imperi Romà d'Orient i Siunia

### Disputes internes i caiguda
Després de la mort del rei Gaguik I (en 1017 o 1020), el regne de l'Armènia bagràtida es va dividir entre els seus dos fills Joan-Simbaci que va rebre el territori d'Aní i Asoci IV el Brau, que mantingué un territori que hauria d'haver inclòs Dvin, però que no va poder ocupar causa de la seva captura pels xaddàdides kurds de Gandja. Els dos germans van lluitar durant tota la seva vida. En aquests dies tumultuosos, enredada en disputes territorials, sense fills Joan-Simbaci va enviar el Catolicós Petros Getadarts a Constantinoble amb la finalitat de negociar una treva parcial deixant el seu regne a l'imperi després de la seva mort. Els resultats immediats d'aquesta acció no es coneixien, però després de la mort dels dos germans, el 1040-1041, el nou emperador romà d'Orient i successor de Basili II va reclamar el regne de l'Armènia bagràtida. El fill d'Asoci, el jove Gaguik II amb el suport del sparapet Vahram Pahlavouni i els seus seguidors, va regnar només per un període de dos anys. Tot i la dissensió interna liderada per supervisor pro-romà d'Orient Sargis Haykazn, el rei armeni va ser capaç de repel·lir un atac provinent de Turkmenistan. No obstant això, possiblement amb la persuasió de Sargis, va acceptar la invitació de l'emperador Constantí IX a Constantinoble, on es va veure obligat a cedir el seu domini a l'imperi a canvi d'un domini a Capadòcia. En 1044, els romans d'Orient van envair dues vegades Aní però no van poder conquerir-la. Davant aquesta greu situació, el catolicós Petros Getadarts, qui va governar Aní en absència del rei, rendí Aní als romans d'Orient el 1045. A continuació, Aní va ser annexada al tema d'Ibèria que va passar a dir-se "Ibèria i Aní" o "Ibèria i Armènia". 1045 és també recordat com l'any en què la sobirania d'Armènia al seu territori tradicional es va perdre per un període de més de 850 anys.
El rei bagràtida de Kars, Gaguik-Abàs, encara conservà el seu tron, fins i tot després de 1064, quan Aní caigué en mans dels turcs seljúcides, tanmateix es va veure obligat a cedir les seves terres als romans d'Orient i retirar-se a Anatòlia, només per veure com Kars era capturada pels turcs el 1065. En Baghk i Siunia oriental, només es mantingueren unes a poques fortaleses armènies.

## Cultura i societat

### Govern
El rei bagràtida d'Armènia gaudia de poders il·limitats i era la màxima autoritat a l'hora de resoldre les qüestions de política interna i externa. Els prínceps i nakharark estaven directament subordinats al rei i rebien i mantenien les seves terres només amb el seu permís. Si alguns nobles desobeïen les ordres del rei, tenia el dret de confiscar les seves terres i distribuir-les a altres nobles. El concepte de dret diví dels reis, no existia i la insubordinació de l'elit nakharar només podia ser igualada per la constància del mateix rei.

### Religió

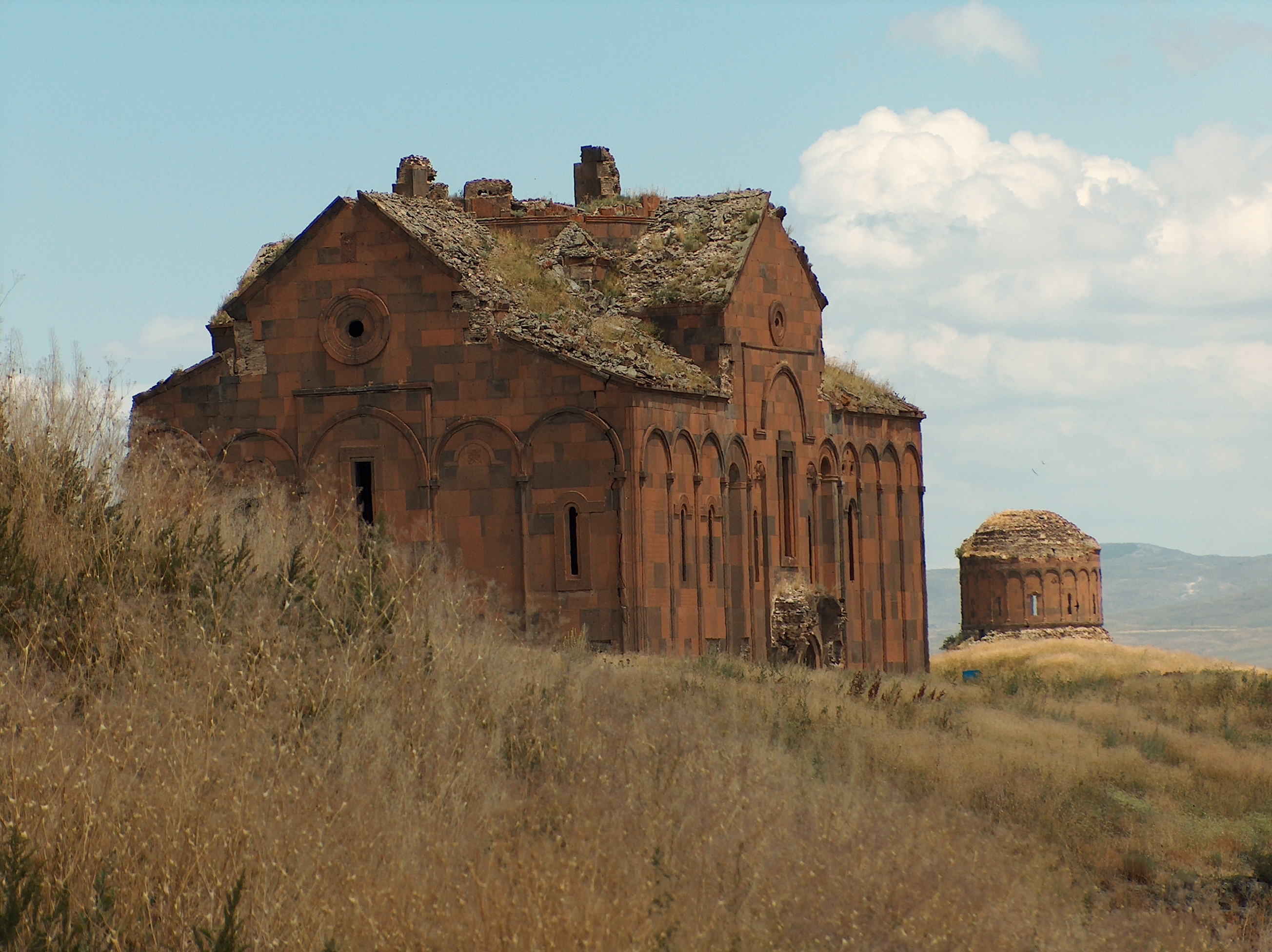
La Catedral d'Aní, completada el 1001 per Trdat l'Arquitecte

A la segona meitat del segle x, un nou desafiament intern a l'autoritat de l'Església Armènia i el regne sorgí quan els tondrakians experimentaren un renaixement. Una secta cristiana anti-feudal i herètica que havia estat aixafada pels àrabs amb el suport de l'Església Armènia al segle ix, el moviment tondrakià va atreure a molts seguidors durant aquest període. Asoci III s'havia adonat del perill que els tondrakians plantejaven contra el regne i essent una de les raons per les quals sotmeté l'Església directament sota el seu domini, fent donacions de terres, i patrocinant la construcció de nous monestirs i esglésies. El missatge dels tondrakians, però, va continuar estenent i successius reis armenis treballarien per reprimir la seva expansió.

### Economia
El regne bagràtides es basava essencialment en dues economies: Una que se centrada en l'agricultura basada en el feudalisme i l'altre que es va concentrar al mercantilisme en pobles i ciutats. Els pagesos (coneguts com a ramiks) formaven la classe més baixa en l'estrat econòmic i en gran part es van ocupar de la ramaderia i l'agricultura. Molts d'ells no posseeixen terres i vivien com a llogaters i treballaven com a jornalers i fins i tot esclaus a les terres propietat de magnats feudals rics. Els pagesos es van veure obligats a pagar forts impostos al govern i a l'Església Apostòlica Armènia, a més dels seus senyors feudals. La majoria dels camperols pobres i es va mantenir la càrrega ingent d'imposts que sovint culminaven en aixecaments camperols que l'Estat es va veure obligat a reprimir.
El regne bagràtida no emeté moneda pròpia i utilitzà la moneda romana d'Orient i dels califats àrabs. L'expansió del comerç entre l'Imperi Romà d'Orient i el califat establí diverses rutes comercial que es va desenvolupar a través d'Armènia. La ruta més important començava a Trebisonda i des d'allà connectava a les ciutats d'Aní, Kars i Erzurum. La ciutat de Kars va permetre el comerç cap al nord, als ports del mar Negre i d'Abkhàzia, altres vies connectaven a les ciutats d'Anatòlia i l'Iran, i la ruta principal que anava del Califat a la Rus de Kíev va ser coneguda com la «Gran autopista armènia». Aní no va mentir al llarg de les rutes comercials importants amb anterioritat, però per la seva mida, el poder i la riquesa va esdevenir un important centre de comerç. D'Ani, Armènia exportava tèxtils, orfebreria, armadures, joies, cavalls, bestiar, sal, vi, mel, fusta, cuir i pells. Els seus principals socis comercials són l'Imperi Romà d'Orient, els àrabs, sinó també negociar amb la Rus de Kíev i Àsia central. La població armènia de Dvin seguia sent una ciutat important juntament amb Aní, com s'evidencia en una vívida descripció de l'historiador i geògraf àrab al-Muqaddassí:
| « | Dabil [Dvin] és una ciutat important, en ella hi ha una ciutadella inaccessible i grans riqueses. El seu nom és antic, la seva roba és famosa, el seu riu és abundant, està envoltada de jardins. La ciutat compta amb suburbis, la seva fortalesa és fiable, les seves places tenen forma de creu, els seus camps són meravellosos. La mesquita principal es troba en un turó i al costat de la mesquita és l'església .... Per la ciutat és una ciutadella. Els edificis dels habitants són de fang o pedra. La ciutat compta amb portes principals com Bab ['porta'] Keydar, Bab-Tbilissi i Bab-Ani. | » |

Dvin es va fer famós al món àrab per la seva producció de llana i seda i l'exportació de coixins, catifes, cortines i cobertes. Un poble anomenat Artashat prop de Dvin era tan prominent en un centre per a la producció de cotxinilla, que va rebre el nom vordan karmiri gyugh (poble del cuc vermell) pel tint vermell distintiu produït amb aquests cucs. Béns armenis cotxinilla i altres es van trobar àmpliament en tot el califat i per la seva preeminència es refereix als àrabs com "asfin al-Armani" (productes armenis).

### Demografia
Durant el període bagràtida, la gran majoria de la població d'Armènia era d'ètnia armènia. Les fonts àrabs del segle x donen fe que les ciutats de la vall de l'Araxes romangueren predominantment armènies i cristianes tot i la dominació aràbiga i musulmana. De fet, al segle x el geògraf àrab Ibn Hawqal especificà que els armenis abundaven en Dvin i Nakhichevan. De totes maneres, hi va haver una notable presència musulmana en algunes regions d'Armènia. Per exemple, la regió del sud d'Altzniq va ser fortament arabitzada en períodes anteriors a la dominació musulmana. A la riba nord del llac Van, als segles ix i x, també hi havia una considerable població musulmana, que consistia d'ètnia àrab, i més tard daylamites de l'Azerbaidjan.

### Art i literatura

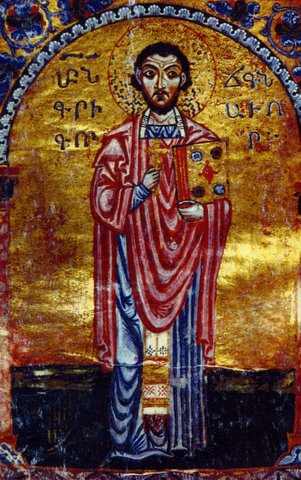
Retrat de Gregori de Narek en un manuscrit il·luminat de 1173

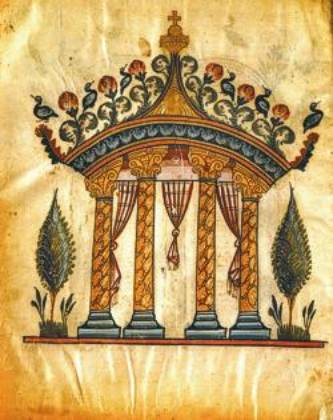
Manuscrit il·luminat dels evangelis Vagharxapat completats el 989

Les incursions àrabs i la invasió d'Armènia, així com la devastació causada a la terra durant les guerres arabo-romanes havien sufocat en gran part una expressió de la cultura armènia en camps com la historiografia, la literatura i l'arquitectura. Aquestes restriccions van desaparèixer quan es va establir el regne bagràtida, marcant el començament d'una nova edat d'or de la cultura armènia.
La manca d'una forta presència àrab es va registrar un augment en el nombre d'historiadors que van escriure i documentar les relacions entre Armènia i altres països i descriu molts esdeveniments que van tenir lloc des del setè al onzè segles. Gràcies al mecenatge dels reis i nobles, els monestirs es van convertir en centres per a l'estudi i l'escriptura de la literatura en tot el regne. Els monestirs de Haghpat i Sanahín van ser centres coneguts per a educació superior. Figures notables de la literatura armènia i la filosofia durant aquest període inclouen el místic Grigor Narekatsi i Grigor Magistros.
L'art dels manuscrits il·luminats i miniatures també es va reviure durant aquesta època. El període de relativa pau entre l'Imperi Romà d'Orient i Armènia durant la segona meitat del segle x, va portar a una fort a interacció entre els artistes armenis i els seus homòlegs romans. Els autors dels manuscrits armenis tendien sia per ressaltar l'aspecte natural del cos humà en les il·lustracions o la renúncia a ella i en canvi concentrar-se en l'aspecte de la decoració.
L'arquitectura armènia durant l'era bagràtida va ser especialment prominent i "la majoria de les esglésies supervivents a l'Armènia d'avui són d'aquest període". La ciutat d'Aní, situada en una cruïlla comercial important entre els romans d'Orient, els àrabs i comerciants d'altres països, va créixer durant el segle ix, tant comercialment com culturalment, guanyant fama per les seves "40 portes i 1.001 esglésies". Les esglésies d'aquest període ampliaren els dissenys del segle vii que sovint elevades en alçada, ostentaven retrats dels donants a l'interior i es nodrien de l'arquitectura romana d'Orient i islàmica. LEs esglésies armènies van ser invariablement construïdes en pedra o tova i sostres de volta que sostenien una cúpula cilíndrica. Moltes esglésies i altres formes de l'arquitectura van patir vandalisme o destrucció absoluta després les invasions seljúcides dels segles xi i xii.